# Muerte en Buenos Aires
Muerte en Buenos Aires é um filme argentino do género policial, realizado por Natalia Meta e estrelado por Demián Bichir, Chino Darín, Mónica Antonópulos, Carlos Casella, Hugo Arana,  Jorgelina Aruzzi,  Emilio Disi, Fabián Arenillas, Humberto Tortonese, Gino Renni, Martín Wullich e Luisa Kuliok. O filme estreou na Argentina em 15 de maio de 2014.

## Argumento
O policial Chávez, fica encarregado da investigação de um homicídio na alta sociedade de Buenos Aires. Na cena do crime, ele conhece o agente Gómez, conhecido por seu pseudónimo Ganso, um policial novato e atraente, que se torna sua mão direita, e é usado como isca para capturar o assassino.

## Elenco
- Demián Bichir como Inspetor Chávez
- Chino Darín como Gómez
- Mónica Antonópulos como Dolores Petric
- Nehuen Penzotti como  Miguel
- Carlos Casella como Carlos "Kevin" González
- Hugo Arana como Comissário Sanfilippo
- Jorgelina Aruzzi como Ana
- Emilio Disi como Juiz Morales
- Luisa Kuliok como Blanca Figueroa Alcorta
- Fabián Arenillas como Doutor Anchorena
- Gino Renni como Alfaiate
- Humberto Tortonese como Calígula Moyano
- Martín Wullich como Jaime Figueroa Alcorta